# Amy Pieters
Amy Pieters (* 1. Juni 1991 in Haarlem) ist eine niederländische Radrennfahrerin. Im Straßenradsport gilt sie als Klassikerspezialistin. Auf der Straße wurde sie einmal Weltmeisterin mit der Mixed-Staffel; auf der Bahn dreimal Weltmeisterin im Madison.
Seit einem schweren Unfall am 23. Dezember 2021 kann sie nicht an Radsportwettbewerben teilnehmen. Ob sie jemals wieder gesunden und ihren Sport wird ausüben können, ist ungewiss.

## Sportliche Laufbahn
Schon als Jugend- und Juniorenfahrerin errang Amy Pieters zahlreiche Siege, darunter allein zwölf nationale Titel auf Straße und Bahn. Seit 2010 startet sie in der Elite-Klasse, wo sie wiederum zahlreiche niederländische Meistertitel auf der Bahn errang. Beim ersten Lauf des Bahnrad-Weltcups 2011/12 in Astana gewann das niederländische Dreier-Team aus Pieters, Ellen van Dijk und Kirsten Wild die Mannschaftsverfolgung. Im August 2012 belegte sie bei den Olympischen Sommerspielen in der Mannschaftsverfolgung zusammen mit Vera Koedooder und Ellen van Dijk den sechsten Rang. 2012 wurde sie auch U23-Europameisterin in der Einerverfolgung.
Seit 2014 bestreitet Pieters hauptsächlich Rennen auf der Straße. Von 2014 bis 2016 gewann sie dreimal in Folge das Rennen Dwars door Vlaanderen und 2014 Omloop Het Nieuwsblad. Zudem gewann sie Etappen bei größeren Etappenrennen wie 2014 bei der Katar-Rundfahrt. 2015 und 2016 gewann sie jeweils eine Etappe der Route de France Féminine sowie 2016 und 2017 jeweils eine Etappe der The Women’s Tour. 2017 wurde sie gemeinsam mit dem Boels Dolmans Cyclingteam Vize-Weltmeisterin im Mannschaftszeitfahren.
Auch auf der Bahn errang Pieters Erfolge: 2017 errang sie gemeinsam mit Kirsten Wild bei den Bahneuropameisterschaften Bronze im Zweier-Mannschaftsfahren. Bei den UCI-Bahn-Weltmeisterschaften 2018 wurden die beiden Sportlerinnen gemeinsam Vize-Weltmeisterinnen in derselben Disziplin.
Im Jahr darauf, bei den UCI-Bahn-Weltmeisterschaften 2019 im polnischen Pruszków, errangen die beiden Fahrerinnen den WM-Titel in dieser Disziplin. Bei den Straßeneuropameisterschaften gewann sie das Straßenrennen sowie mit dem niederländischen Team die Mixed-Staffel. Mit dem Weltmeistertitel in der Mixed Staffel im September (zusammen mit Lucinda Brand, Riejanne Markus, Koen Bouwman, Bauke Mollema und Jos van Emden) in der ehemaligen britischen Grafschaft und heutigen Region Yorkshire wurde 2019 die bisher beste Saison für Pieters.
Im Frühjahr 2020 wurde sie erneut gemeinsam mit Wild in Berlin Weltmeisterin im Madison.
Bei den Olympischen Sommerspielen 2020 belegte sie am 6. August 2021 nach einem Sturz von Wild im Madison den vierten Rang. Im Oktober 2021 gewann sie in Großbritannien die zweite Etappe der The Women’s Tour.

## Unfall
Am 23. Dezember 2021 stürzte Amy Pieters beim Straßentraining der niederländischen Bahn-Nationalmannschaft im spanischen Calp schwer. Sie verlor das Bewusstsein und musste im Krankenhaus von Alicante am Kopf operiert werden. Sie befand sich in intensivmedizinischer Behandlung und wurde in ein künstliches Koma versetzt. Am 6. Januar 2022 wurde sie in ein Krankenhaus in die Niederlande transportiert. Ende April 2022 gelangte sie wieder zu Bewusstsein.
Pieters kam zur Rehabilitation in das Daan Theeuwes Center in Woerden. Im Oktober 2022 berichtete die Stichting Amy Pieters, die zu ihrer Unterstützung gegründet worden war, dass sie erste Schritte nach dem Unfall gemacht habe. Im Dezember 2023 berichteten ihre Eltern in einem Interview, dass sich Pieters noch weiterhin im Rehabilitationszentrum in Woerden aufhält, zwischenzeitlich selbstständig gehen und etwas Radfahren kann, jedoch immer noch auf Hilfe angewiesen sei.

## Privates
Amy Pieters ist eine Tochter des ehemaligen Radrennfahrers und späteren Radsporttrainers Peter Pieters (* 1962), ihr älterer Bruder ist der Radrennfahrer Roy Pieters (* 1989). Der ehemalige Radsportler und heutige Funktionär Sjaak Pieters ist ihr Onkel und die Turnerin Ans Dekker ihre Tante.

## Erfolge

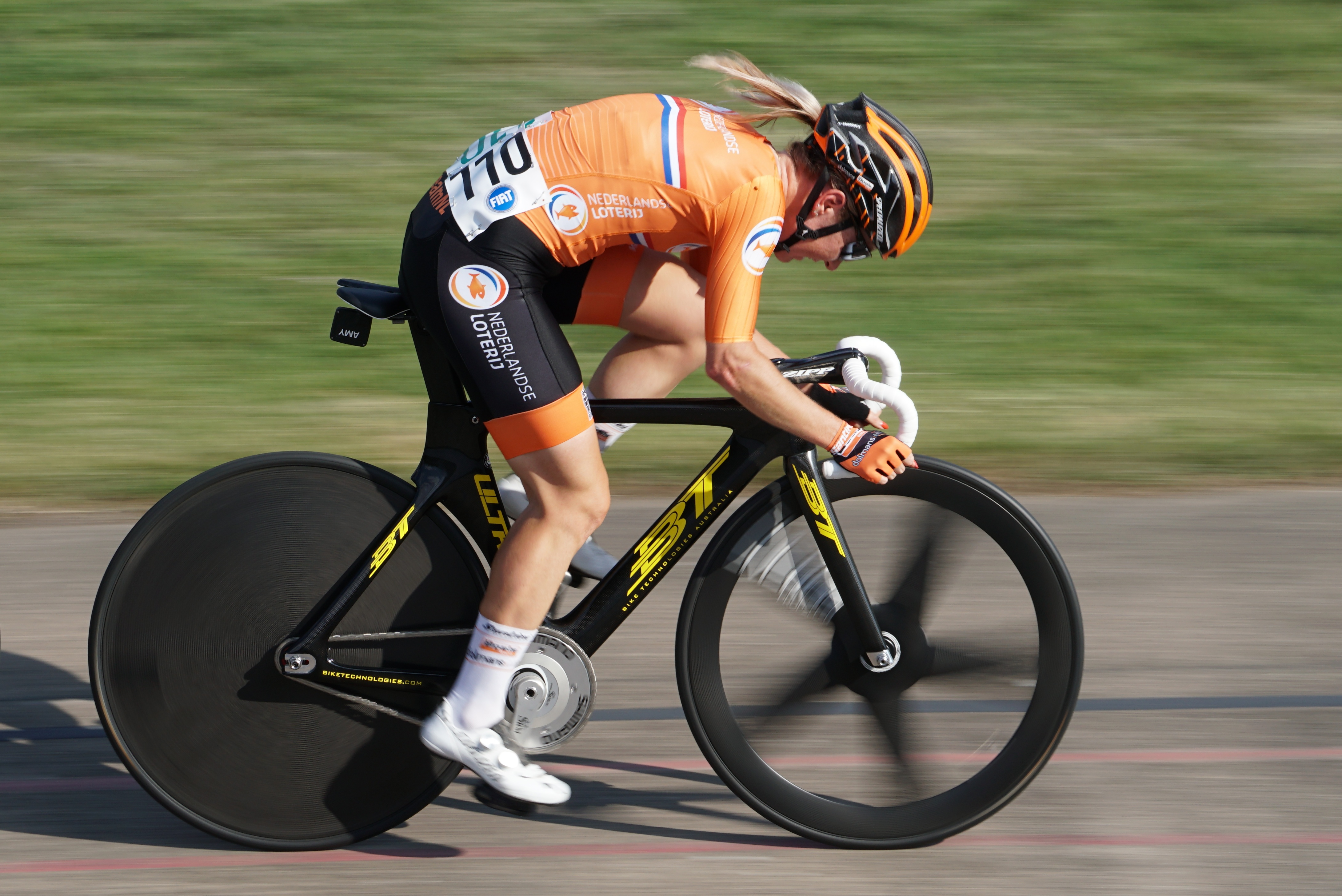
Pieters beim Internationalen Gebrüder Altig Grand Prix in Mannheim (2019)

### Straße
2006
- Niederländische Jugend-Meisterin – Einzelzeitfahren

2007
- Niederländische Jugend-Meisterin – Straßenrennen

2014
- eine Etappe Katar-Rundfahrt
- Omloop Het Nieuwsblad
- Dwars door Vlaanderen

2015
- Prolog Route de France Féminine
- Dwars door Vlaanderen

2016
- eine Etappe The Women’s Tour
- Prolog Route de France Féminine
- Dwars door Vlaanderen

2017
- eine Halbetappe und Mannschaftszeitfahren Healthy Ageing Tour
- eine Etappe The Women’s Tour
- Mannschaftszeitfahren Open de Suède Vårgårda
- Weltmeisterschaft – Mannschaftszeitfahren

2018
- Ronde van Drenthe
- Gesamtwertung, eine Etappe und Mannschaftszeitfahren Healthy Ageing Tour
- eine Etappe Emakumeen Bira
- Mannschaftszeitfahren Open de Suède Vårgårda
- Weltmeisterschaft – Mannschaftszeitfahren

2019
- eine Etappe Women’s Tour
- Europameisterin – Straßenrennen, Mixed Staffel
- Weltmeisterin – Mixed Staffel

2021
- Nokere Koerse
- eine Etappe The Women’s Tour
- Niederländische Meisterin – Straßenrennen

### Bahn

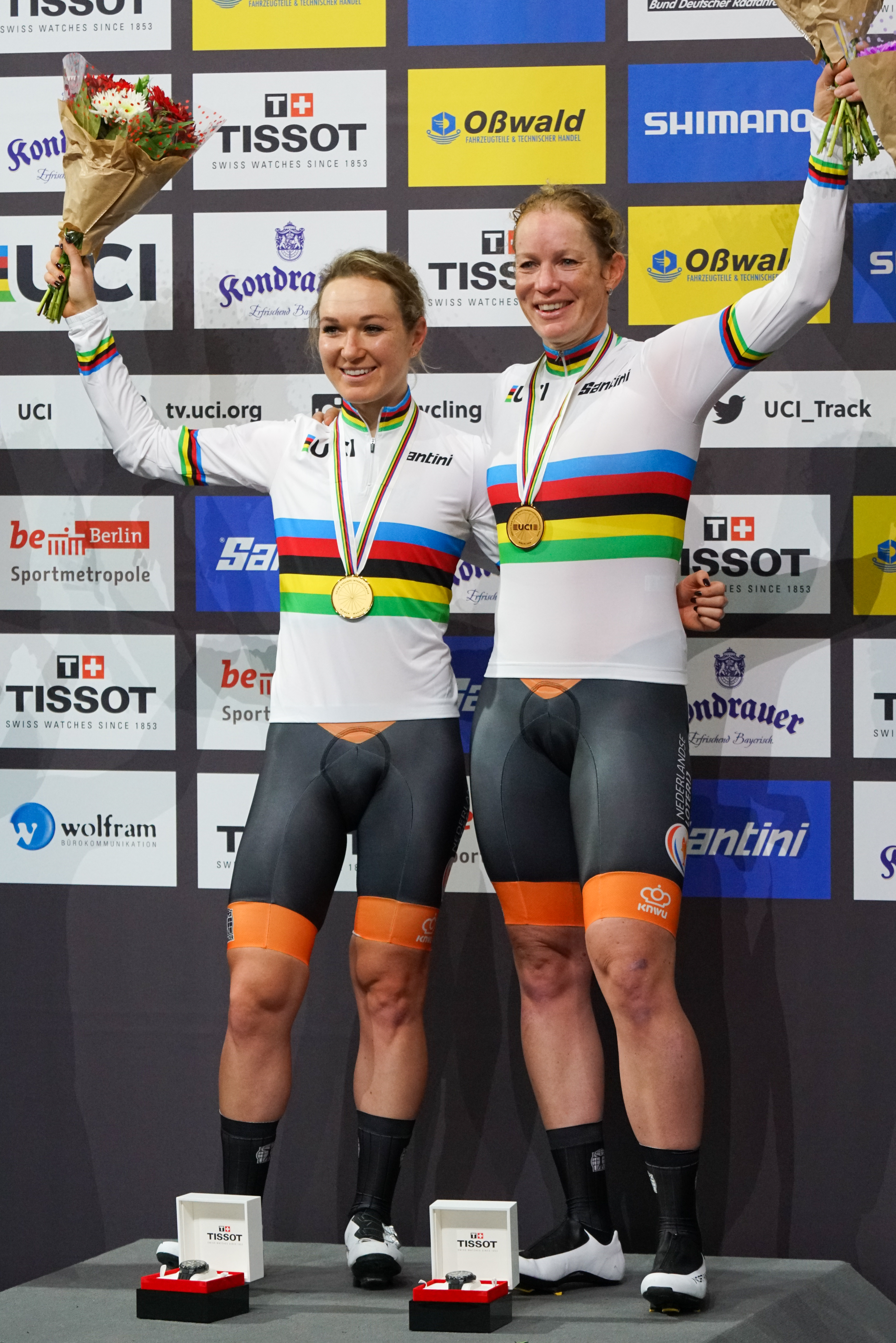
Pieters (l.) mit Kirsten Wild als Weltmeisterinnen im Madison in Berlin (2020)

2006
- Niederländische Jugend-Meisterin – Omnium

2007
- Niederländische Jugend-Meisterin – 500-Meter-Zeitfahren, Keirin, Einerverfolgung, Punktefahren

2008
- Niederländische Junioren-Meisterin – 500-Meter-Zeitfahren, Keirin, Einerverfolgung, Punktefahren, Scratch

2010
- Niederländische Meisterin – Zweier-Mannschaftsfahren (mit Roxane Knetemann)

2011
- Bahnrad-Weltcup in Astana – Mannschaftsverfolgung (mit Ellen van Dijk und Kirsten Wild)

2012
- U23-Europameisterin – Einerverfolgung

2013
- Niederländische Meisterin – Zweier-Mannschaftsfahren (mit Kelly Markus)

2014
- Niederländische Meisterin – Einerverfolgung, Zweier-Mannschaftsfahren (mit Kelly Markus)

2015
- Niederländische Meisterin – Scratch

2017
- Europameisterschaft – Zweier-Mannschaftsfahren (mit Kirsten Wild)
- Niederländische Meisterin – Einerverfolgung

2018
- Weltmeisterschaft – Zweier-Mannschaftsfahren (mit Kirsten Wild)
- Europameisterschaft – Zweier-Mannschaftsfahren (mit Kirsten Wild)
- Niederländische Meisterin – Einerverfolgung, Zweier-Mannschaftsfahren (mit Kirsten Wild)

2019
- Bahnrad-Weltcup in Hongkong – Zweier-Mannschaftsfahren (mit Kirsten Wild)
- Weltmeisterin – Zweier-Mannschaftsfahren (mit Kirsten Wild)
- Europameisterschaft – Zweier-Mannschaftsfahren (mit Kirsten Wild)
- Bahnrad-Weltcup in Minsk – Zweier-Mannschaftsfahren (mit Kirsten Wild)
- Niederländische Meisterin – Einerverfolgung, Punktefahren, Zweier-Mannschaftsfahren (mit Kirsten Wild)

2020
- Weltmeisterin – Zweier-Mannschaftsfahren (mit Kirsten Wild)

2021
- Weltmeisterin – Zweier-Mannschaftsfahren (mit Kirsten Wild)